# 칼리 포프
칼리 포프(Carly Pope, 1980년 8월 28일 ~ )는 캐나다의 배우이다.

## 출연 작품
- 시그널 X: 영혼의 구역 (2021)
- 나는 베프를 죽였다 (2018)
- 디스 라스트 론리 플레이스 (2013)
- 엠부쉬 (2013)
- 엘리시움 (2013)
- 텍스트얼리티 (2011)
- S.W.A.T.: 파이어 파이트 (2011)
- 라이프 이즈 핫 인 크랙타운 (2009)
- 살인 이론 (2009)
- 에디슨 앤 레오 (2008)
- 토론토 스토리스 (2008)
- 예티: 눈 악마의 저주 (2008)
- 24: 리뎀프션 (2008)
- 비니스 (2007)
- 이티비티티티 위원회 (2007)
- 캘리포니케이션 시즌1 (2007)
- 영 피플 퍼킹 (2007)
- 더트 (2007)
- 대지진 10.5 2 (2006)
- 햄스터 케이지 (2005)
- 투 포 더 머니 (2005)
- 더 랜치 (2004)
- 에브리원 (2004)
- 인턴 아카데미 (2004)
- 오렌지 카운티 (2002)
- 파인더스 피 (2001)
- 글래스 하우스 (2001)
- 스노우 데이 (2000)
- 쿨 라이프 (1999)
- 크레들베이 (1998)